# Kecerovský Lipovec
Kecerovský Lipovec (bis 1927 slowakisch „Lipovec“ oder „Lipovce“; ungarisch Kecerlipóc) ist eine Gemeinde im Osten der Slowakei mit 100 Einwohnern (Stand 31. Dezember 2024), die zum Okres Košice-okolie, einem Teil des Košický kraj, gehört.

## Geographie

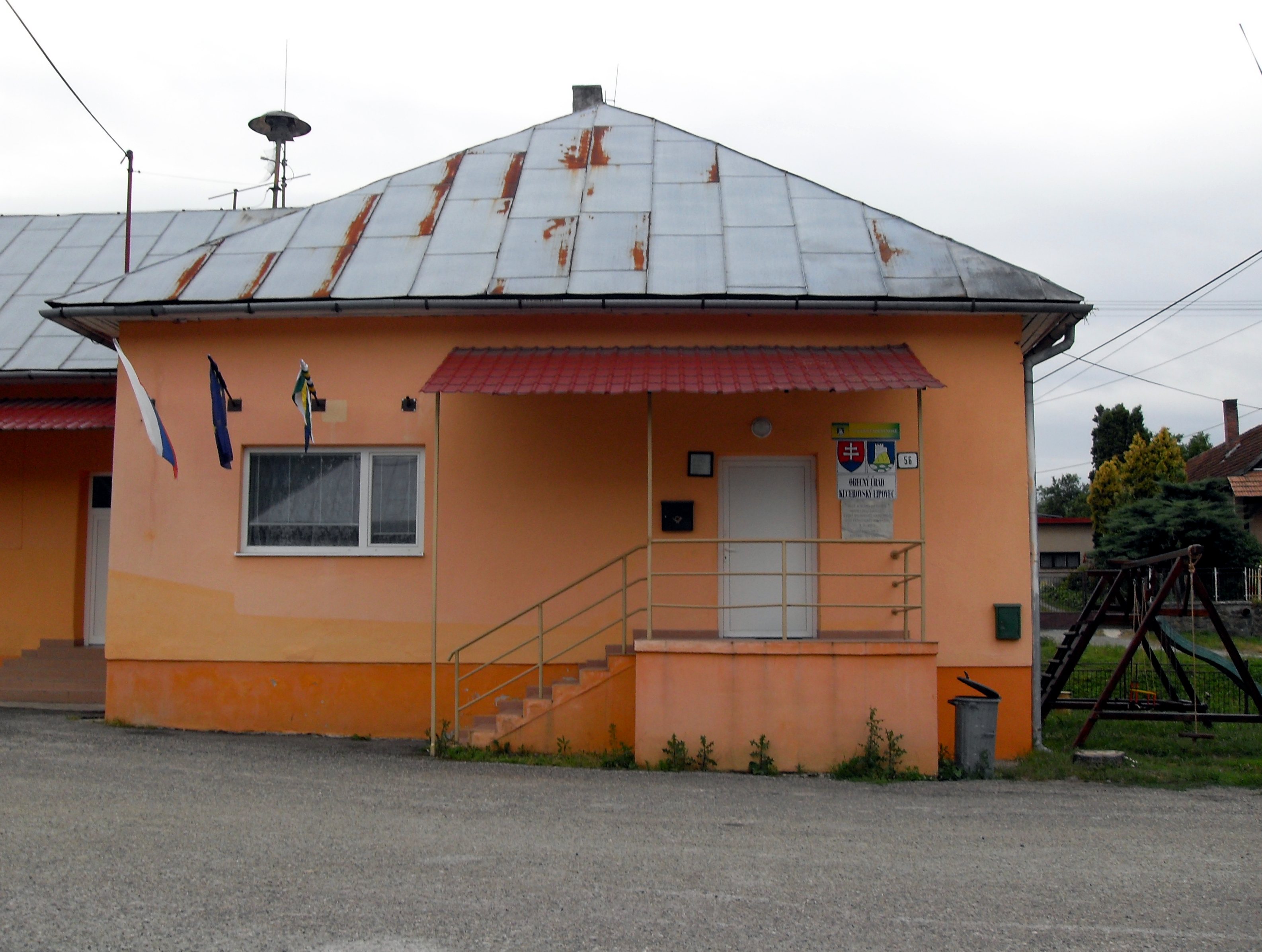
Gemeindeamt von Kecerovský Lipovec

Die Gemeinde befindet sich im Ostteil des Talkessels Košická kotlina am Übergang in das östlich gelegene Gebirge Slanské vrchy, im Tal eines Zuflusses der Olšava im Einzugsgebiet des Hornád. Das Ortszentrum liegt auf einer Höhe von 360 m n.m. und ist 26 Kilometer von Košice entfernt (Straßenentfernung).
Nachbargemeinden sind Opiná im Westen und Norden, Zámutov im Nordosten, Juskova Voľa im Osten, Mudrovce im Südosten und Kecerovce im Süden und Südwesten.

## Geschichte

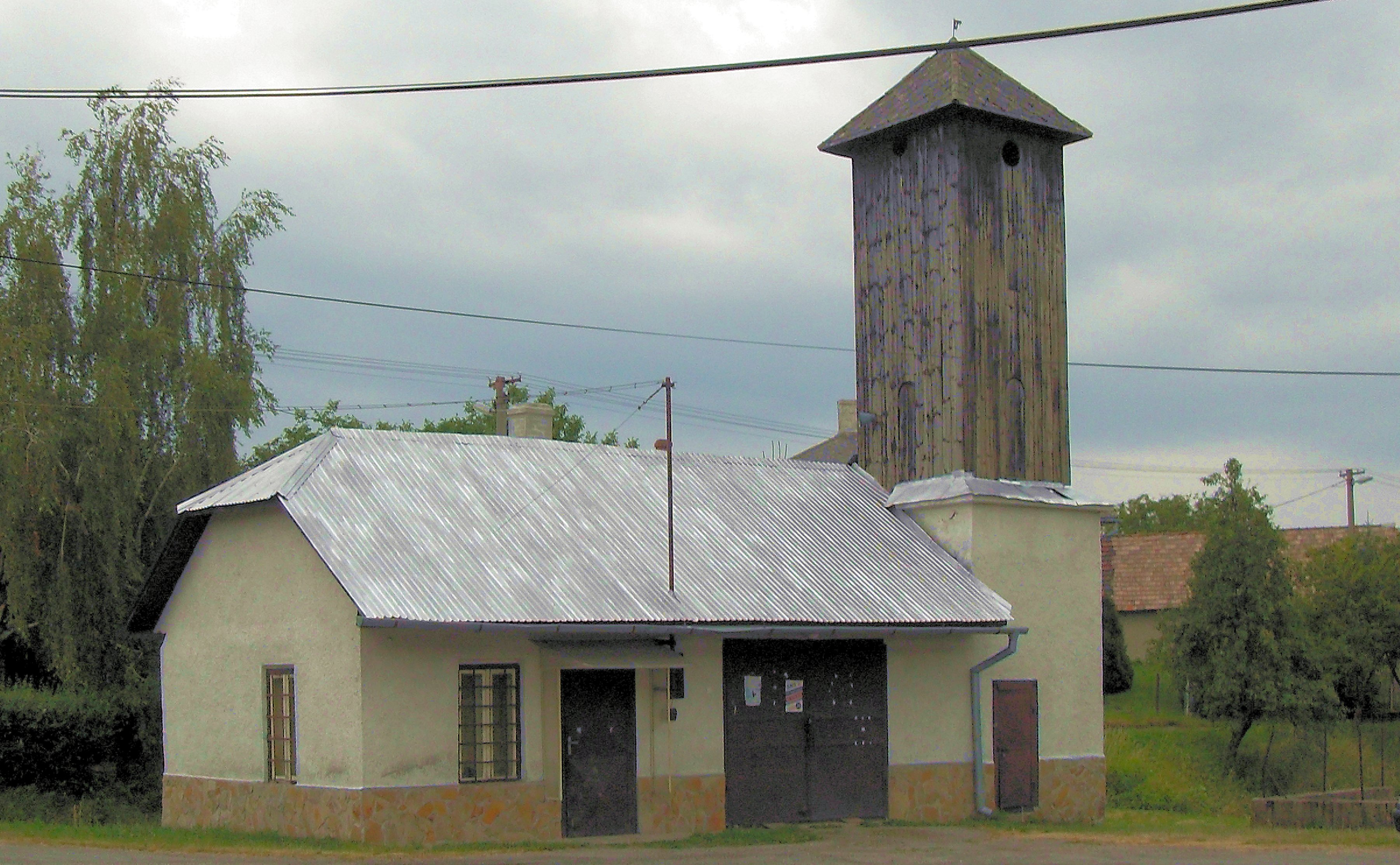
Feuerwehrhaus

Kecerovský Lipovec wurde zum ersten Mal 1229 als Lipouc, Lypolch, Lypoulch schriftlich erwähnt, weitere historische Bezeichnungen sind unter anderen Keczerowsky Lipowec (1773) und Keczerské Lipowce (1786). Im 13. Jahrhundert wurde das Dorf Sitz des Herrschaftsgebiets der Burg Lipovec sowie Sitz einer der Linien der Familie Aba. Später war Lipovec Besitz der Familien Doby und Kecer. 1427 wurden 25 (nach anderen Quellen nur 15) Porta verzeichnet. Die Einwohner waren als Landwirte und Waldarbeiter beschäftigt, im 19. Jahrhundert waren die Wälder ein Gut des Ärars.
Bis 1918/1919 gehörte der im Komitat Sáros liegende Ort zum Königreich Ungarn und kam danach zur Tschechoslowakei beziehungsweise heute Slowakei.

## Bevölkerung
| Jahr                | 1994 | 2004     | 2014    | 2024     |
| ------------------- | ---- | -------- | ------- | -------- |
| Anzahl der Personen | 155  | 112      | 122     | 100      |
| Unterschied         |      | −27,74 % | +8,92 % | −18,03 % |

| Jahr                | 2023 | 2024    |
| ------------------- | ---- | ------- |
| Anzahl der Personen | 101  | 100     |
| Unterschied         |      | −0,99 % |

Gemäß der Volkszählung 2011 wohnten in Kecerovský Lipovec 121 Einwohner, davon 117 Slowaken und ein Magyare. Drei Einwohner machten keine Angabe zur Ethnie.
66 Einwohner bekannten sich zur Evangelischen Kirche A. B., 38 Einwohner zur römisch-katholischen Kirche, vier Einwohner zur griechisch-katholischen Kirche, drei Einwohner zu den Siebenten-Tags-Adventisten, zwei Einwohner zu den Zeugen Jehovas sowie jeweils ein Einwohner zu den Baptisten und zur apostolischen Kirche. Bei sechs Einwohnern wurde die Konfession nicht ermittelt.

## Baudenkmäler
- Ruinen der Burg Lipovec aus dem 13. Jahrhundert

## Verkehr
Nach Kecerovský Lipovec führt nur die Straße 3. Ordnung 3334 als Abzweig der Straße 3. Ordnung 3340 zwischen Rozhanovce, Kecerovce und Prešov (via Červenica).